# Werner Sombart
Werner Sombart (Ermsleben, Saxônia-Anhalt, 19 de Janeiro de 1863 — Berlim, 18 de Maio de 1941) foi um sociólogo e economista alemão. Figura de destaque da Escola historicista alemã, Sombart está entre os mais importantes autores europeus do primeiro quarto do século XX, no campo das Ciências Sociais. Foi provavelmente o economista mais influenciado por Nietzsche. Teve, por sua vez, considerável influência sobre as idéias de Weber, de quem era amigo.

## Início da carreira, socialismo e economia
Werner Sombart nasceu em Ermsleben, Harz, filho de um rico político liberal, industrial e proprietário de terras, Anton Ludwig Sombart. Ele estudou direito e economia nas universidades de Pisa, Berlim e Roma. Em 1888, ele recebeu seu Ph.D. de Berlim sob a direção de Gustav von Schmoller e Adolph Wagner, então os mais eminentes economistas alemães.
Como economista e especialmente como ativista social, Sombart era então visto como radicalmente de esquerda e, portanto, só recebeu - depois de algum trabalho prático como advogado da Câmara de Comércio de Bremen - uma cátedra júnior no exterior, na Universidade de Breslau. Embora as faculdades eminentes como Heidelberg e Freiburg o chamaram para cátedras, os respectivos governos sempre o vetaram. Sombart, na época, era um importante marxista, alguém que usou e interpretou Karl Marx - a tal ponto que Friedrich Engels disse que ele era o único professor alemão que entendia Das Kapital. Sombart chamou a si mesmo de "marxista convencido", mas posteriormente escreveu que "era preciso admitir que Marx cometera erros em muitos pontos importantes".

### Últimos anos e nacional-socialismo
Durante a República de Weimar, Sombart avançou em direção ao nacionalismo, e sua relação com o Nazismo ainda é debatida hoje.
Em 1934, ele publicou "Deutscher Sozialismus", onde afirmou que um "novo espírito" estava começando a "governar a humanidade". A era do capitalismo e do socialismo proletário acabou com o "socialismo alemão" (nacional-socialismo). Este socialismo alemão coloca o "bem-estar do todo acima do bem-estar do indivíduo".
O socialismo alemão deve direcionar a "ordem total de vida" para uma "economia planificada de acordo com as regulamentações estatais". O novo sistema legal conferirá aos indivíduos" não direitos, mas apenas deveres "e que o Estado nunca deve avaliar as pessoas como indivíduos", mas apenas como o grupo que representa essas pessoas.

## Principais obras
- Sombart, Werner (1905) [1896]: Sozialismus und soziale Bewegung. Jena: Verlag von Gustav Fischer.

Disponível online (em inglês): Socialism and the Social Movement in the 19th Century, New York: G.P. Putnam’s Sons, 1898.
- Sombart, Werner (1906):  Das Proletariat. Bilder und Studien. Die Gesellschaft, vol. 1. Berlin: Rütten & Loening.
- Sombart, Werner (1906):  Warum gibt es in den Vereinigten Staaten keinen Sozialismus? Tübingen: Mohr.  Several English translations, incl. (1976): Why is there No Socialism in the United States. New York: Sharpe.
- Sombart, Werner (1911):  Die Juden und das Wirtschaftsleben. Leipzig: Duncker.

Disponível online (em inglês): The Jews and Modern Capitalism.
- Sombart, Werner: Der moderne Kapitalismus. Historisch-systematische Darstellung des gesamteuropäischen Wirtschaftslebens von seinen Anfängen bis zur Gegenwart. Final edn. 1916, repr. 1969, paperback edn. (3 vols. in 6): 1987 Munich: dtv.  (disponível também em espanhol).
- Sombart, Werner (1913):  Krieg und Kapitalismus. München: Duncker & Humblot, 1913.

Disponível online (em alemão) Krieg und Kapitalismus (1913)
- Sombart, Werner (1913):  Luxus und Kapitalismus. München: Duncker & Humblot, 1922. Em inglês: Luxury and capitalism. Ann Arbor: University of Michigan Press. Em português: Amor, Luxo e Capitalismo.  Bertrand, Portugal (1997).
- Sombart, Werner (1934):  Deutscher Sozialismus. Charlottenburg: Buchholz & Weisswange.  Em inglês (1937, 1969): A New Social Philosophy. New York: Greenwood.
- Sombart, Werner (1938):  Vom Menschen. Versuch einer geisteswissenschaftlichen Anthropologie. Berlin: Duncker & Humblot.
- Sombart, Werner (1956):  Noo-Soziologie. Berlin: Duncker & Humblot.
- Sombart, Werner (2001):  Economic Life in the Modern Age. Reiner Grundmann, eds. New Brunswick: Transaction.